# Helmut Walter Klein
Helmut Walter Klein (* 7. November 1918 in Groß Strehlitz; † 17. November 2013 in Hamburg; Künstlername: parvus)
war ein deutscher Künstler und Grafiker. Er ist Erfinder der peg-art (parvus experimentelle Grafik).

## Leben
Klein wuchs in Groß Strehlitz auf und studierte von 1937 bis 1939 Kunst in Breslau. Nach dem Zweiten Weltkrieg lebte er in Hamburg, wo er zunächst als Werbegrafiker arbeitete. In den 1970er Jahren wurde er dann freischaffender Künstler. Von 1978 bis 1990 unterhielt er eine Meisterschule für Freizeitkünstler in Hamburg-Volksdorf.

## Schaffen
Als Werbegrafiker hat Klein in der Zeit des deutschen Wirtschaftswunders für große Unternehmen gearbeitet, z. B. Colgate-Palmolive.
In seiner Zeit als freischaffender Künstler entwickelte Klein die peg-art (parvus experimentelle Grafik), eine Verbindung von Malerei und Fotoentwicklung.
Als Leiter seiner eigenen Schule in Hamburg-Volksdorf sowie als Dozent an der Volkshochschule in Hamburg und Norderstedt lehrte er vor allem klassische Malerei. Goldener Schnitt und ein Bildaufbau, der durch die Proportionen geometrischer Figuren bestimmt ist, prägten seine Werke und seine Schule.

## Werke
Das Gesamtwerk Helmut Walter Kleins ist vielfältig. Zu seinen Bildern gehören moderne Werke, z. B. das Ölgemälde „der 18. Geburtstag“ und Bilder im Stil der peg-art. Ebenso gehören aber zu seinen Werken auch lizenzierte Kopien von Gemälden alter Meister der Renaissance, z. B. der Mann mit dem Goldhelm. Auch Porträts und thematische Gemälde gehören in die Werksammlung Kleins, zu ihnen zählt das Öl-Gemälde „maritim spirit“, das 1992 anlässlich des Hamburger Hafengeburtstags entstand und „Walpurgisnacht“, von 1986, in welchem der Künstler auf Goethes Faust Bezug nahm. Ein wiederkehrendes Motiv, das Klein in mehreren Bildern dargestellt hat, ist der Annaberg, welcher sich unweit seiner Heimatstadt Groß Strehlitz in Schlesien befindet. Seine Werke tragen die Signatur „parvus“, das lateinische Wort für „klein“.